# ムハンマド・サイード・アッ＝サッハーフ

ムハンマド・サイード・アッ＝サッハーフ

ムハンマド・サイード・カーズィム・アッ＝サッハーフ（アラビア語: محمد سعيد كاظم الصحاف / Muhammed Said Kazim al-Sahhaf、1940年7月30日 - 2021年3月5日？）は、イラクの政治家、外交官、官僚。アラブ人。シーア派イスラーム教徒。バアス党員。
サッダーム・フセイン時代に外相、情報相などを歴任したほか、国営テレビ局局長も務めた。イラク戦争時、情報相として海外のメディアに対して連日記者会見を開き、イラク発表の公式情報を提供、一躍世界的に知られる存在となった。戦争末期の荒唐無稽な会見内容から、欧米メディアでは「コミカル・アル」、「バグダッド・ボブ」などと呼ばれた。英語では Mohammed Saeed al-Sahhaf（または al-Sahaf）、日本語ではアル・サハフまたはサハフと表記されることが多い。

## 経歴
バグダードの南方、カルバラー近くのヒッラ生まれ。バグダード大学卒業。バグダード大学でジャーナリズムを学び 、英文学修士号を取得。在学中の1950年代後半から汎アラブ主義運動に共鳴、バアス党の活動に参加。

### バアス党入党〜国営テレビ局長
バグダード大学卒業後は、党活動の傍ら、サーマッラーで中学の英語教師の職に就いていた 。1963年、カースィム政権打倒のクーデターに加わり、功績を認められバアス党に入党。1968年7月のクーデターに際し、軍のラジオ局制圧の任を負い、クーデター後には声明を発表するなど、スポークスマン的な役割も果たしている。その後、イラク国営放送の技術製作局長に就任。当時のイラクのテレビ・ラジオ局は、カースィム政権下でイラク共産党の影響下にあったため、就任後は、共産党色の一掃とバアス主義の徹底を図り、その一環として厳しい言論・メディア統制を行った。一方、放送技術の近代化と職務の効率化に努め、成果を上げた。ただ、効率は非常に向上したが、彼自身の激し易く非常に短気な性格も影響し、職場環境はあまり良くなかったと当時の部下がアラブ紙に語っている。また、局長自らインタビュアーを務めたり声明を発表するということもあり、テレビ局長という役職は後の仕事へと繋がる彼の原点であるとも言える。
1974年にはイラク・メディア研修団の一員として来日し、NHKで放送技術の研修を受けたことがあり、日本とNHKに好感を抱いていたと言われる。

### 外交官から外務大臣
1974年、駐インド大使に任命され、続いてスウェーデン、ビルマ、国連、イタリアなどの各国駐在大使、外務次官などを歴任。1980年代前半にはアメリカ政府との交渉にも参加しており、外務次官だった1983年には、レーガン政権特使ドナルド・ラムズフェルドのバグダード訪問をアメリカ国務省と調整するイラク側の窓口役を務めている。1987年から1990年にかけて駐イタリア大使を務め、当時の在ローマイラク大使館がイラン・イラク戦争中に潤沢な資金を得ていたこともあり、イラクで最も成功した大使の一人とされていた。1990年8月のクウェート侵攻は駐イタリア大使在任中に起こった。
その後バグダードに召還され、1991年3月23日、サアドゥーン・ハンマーディー内閣の外交担当国務大臣として入閣。そして1992年7月30日にムハンマド・ハムザ・アッ＝ズバイディー内閣の外務大臣に就任した。在任中の仕事ぶりは、午前8時30分に登庁し午後4時に退庁、その後、再び午後7時に登庁し、午前1-2時迄仕事をするという非常に熱心なものだったという。
湾岸戦争後の困難な状況の中、イラン、シリアとの関係改善をはじめ、中国、フランスやアラブ諸国訪問、国連外交を活発に行い、経済制裁に因るイラク国民の窮状や劣化ウラン被害を訴えるなど、制裁解除と米英軍によるさらなる攻撃を回避すべく努力を重ねたが、国連査察団の受け入れ拒否や査察妨害を理由として1998年12月17日には米英軍によるバグダード空襲（空爆後の会見で「彼らはこれを砂漠の狐作戦と呼ぶが、実際には『アラビア砂漠の悪漢作戦』だ」と非難した）を受けるなど、目立った成果は上げられなかった。

### 外相更迭〜情報相〜イラク戦争
2001年4月、突如、外相を更迭され情報相に異動。
外相更迭と情報相異動については、直前に行われたアラブ連盟会議での失敗による引責と見られているが、一説には会議の議題を「イラクに対する経済制裁解除問題」にしぼること（もしくは「パレスチナ問題を優先議題とするように」）というサッダーム・フセイン大統領の意向に沿った議題のリードに失敗した事が大統領の怒りを買ったためであるとも報じられている。
このアラブ連盟会議では、米英が定めた飛行禁止空域に対する爆撃の停止と経済制裁の緩和という決議案を全会一致で得ながらも、決議案採択との引き換え的にイラクに求められた、クウェートの主権承認と領土に対する安全保障の確約を拒否したために決議案採択は見送られた。結果イラクはアラブ連盟からの協力姿勢を自ら拒絶したかたちになり、クウェートはイラクの一部であるという湾岸戦争時の主張を崩さなかったことから他の連盟加盟国に不信を抱かせるという、外交的損失を招いた。
このアラブ連盟会議での失敗の原因は、政府指導部の統一性を欠いた指示に由来するものであり、決定権を持たなかったサッハーフ一人に責任を帰する事は、実際には妥当ではないとも言われる。
しかし、外相更迭後ただちに情報相に任命されており、この件が彼の政治生命を断つものとはならなかった（後にサッハーフ本人はこの異動について、「更迭ではなく、通常の人事異動が行われただけ」とアブダビ・テレビの番組内で述べている）。
また、大統領の長男ウダイ・サッダーム・フセインが1990年代半ばからバアス党幹部批判を強め、ターリク・ミハイル・アズィーズ前外相とともに外交部門の非難の対象としてきたサッハーフを痛烈に批判する記事（ウダイ自身が執筆したと言われる）を自らが主催する「バービル」紙に掲載した直後に外相を更迭されたことから、ウダイの意向が働いた為ともいわれる（ちなみに、情報大臣就任直後に「バービル」紙を一時発禁処分にするという意趣返し的な措置をとっている）。
外相としての彼の評価については、前任者のアズィーズと比肩して力不足であったというものが一般的で、特に、アラブ連盟会議での外交官らしからぬ直截的で鋭い物言いや、激昂し声を荒らげるといった態度が一部アラブ諸国の外相の不評を買い、芳しいものではない。
後任外相にナージ・サブリーが指名された際、ナージ・サブリーの2人の兄が反政府活動で投獄され、うち一人が処刑されている事を挙げ、強い懸念を表明したと言われる。
2002年11月には、イラクの大統領特別大使としてインドに派遣され、攻撃回避の為の協力を求めた。
2003年3月20日、米英主導の連合軍による攻撃が開始されると、自国軍事力の圧倒的劣勢を挽回する唯一の望みとして「世論」に訴えるため、国営テレビ局長時代から培ったプロパガンダの担い手としてのスキルを存分に発揮した。特に、欧米メディアを強く意識した情報戦を展開、会見の最初の質問は英語で行うように強く要請していた。
湾岸戦争時の全面的ともいえる取材規制とはスタイルを変え、積極的にプレスを招いて会見を開き、インタビューにも応じ、政府が取材させたい場所へ記者を連れ出して限定的に自由取材を許すという「情報省バス・ツアー」と称された取材規制を行った。大統領声明の代読も行ったほか、アラビア語で自国民やアラブのムスリムに対する呼び掛けを行い、全体の士気の高揚に務めた。

#### イラク戦争時の発言
サッハーフの発言は、イラク戦争時に海外のプレスに対して、バグダードのパレスチナ・ホテル前で記者会見を連日行った際の発言が最も有名であり、世界的に注目を集めた。圧倒的に米軍優勢の中、米軍を残らず撃退し、バグダード周辺には米兵は一人もいないと強弁し、そのシュールで荒唐無稽な内容から、アメリカでは、化学兵器を使用したとされる元国防相のアリー・ハサン・アル＝マジードのニックネーム「ケミカル・アリー」をもじった「コミカル・アリ」、バグダードのボブ・ホープという意味の「バグダッド・ボブ」などと渾名されるに至った。
流暢な英語で西欧メディアに対処する一方、アラブ民族のシンパシーを獲得するため、アラビア語の衛星チャンネルにも積極的に出演した。アラビア語を駆使した彼の弁舌に胸のすく思いをしたアラブ民衆も多く、爆発的な人気を獲得、彼の用いた「العلوج（oloujまたはoulouj：不信心者、蛭の意と言われる。米英軍を指した言葉）」という単語は、アラビア語圏で一大流行語となった（このため「abu olouj」と呼ばれる）。
2003年4月8日、ついに米軍がバグダード市内に入城。米軍の戦車が市内をパトロールする中、パレスチナ・ホテルに姿を現し、もはやごまかすことのできない敗北を迎えつつある中でも「アメリカ人の戦車は一つ残らず自爆し、敗北するであろう。負けるのは奴らだ。負けるのは奴らなのだ!」と強弁を続けたが、これが情報大臣としての最後の会見となった。
- 「わたしの気持ちは……いつも変わらない。われわれは連中を皆殺しにしてやる!」
- 「われわれの当初の推定によれば、連中は全員、殺されるはずだ。」
- 「神は、地獄でイラク人民に、やつらの胃袋を焼き尽くさせるだろう。」
- 「わたしは三重に保証する!バグダードには米軍兵士は一人も存在しない!」
- 「イギリスなど、古い靴ほどの値打ちもない。」
- 「わたしは自分の行ったことには責任を持つ。連中はバグダードの城壁の下で自殺を始めるのだ。もっと、もっと自殺するがいい!」
- 「米軍を大歓迎するぞ。やつらを精肉におろしてやる!」

英語に翻訳された彼のアラビア語での発言は、アラブ特有の比喩や婉曲表現、古アラビア語を用いたものであったため、奇異な表現と受け取られがちだが、アラビア語圏ではアラビア語を再認識する契機ともなった。
世界的に、戦争後期の発言の荒唐無稽さが話題となり、コメディの対象として扱われるに至ったが、プロパガンダ機関の大臣として情報戦争を戦ったという観点から、限られた機材と影響力の中で善戦したと評価する声もある。また、大統領や他の政権幹部が姿を見せない中で事実上、イラク共和国政府の政体が存在している証明として会見を続け、職務を全うした姿勢に対して多少の敬意と同情を寄せるアラブ市民もいる。ただ、彼の勇ましい発言と強気な姿を無力感と閉塞感の捌け口とし、アラブ民族としての高い誇りを感じてさえいた人々にとって、呆気ない敗戦から受けた衝撃と落胆は大きく、政権崩壊後はかっこうの冗談のネタにされた。
開戦前から官製報道という事で情報相の発表はバイアスのかかった目で見られていたが、当初の質疑応答ぶりは、米軍や欧米メディアの誤りを即座に訂正、「わかり次第答える」とした質問にも次の会見で必ず返答するなど的確なもので、それなりの信頼を得ていた。
しかし、イラク軍は開戦直後に指令系統や主な軍事施設を喪失しており、敗戦は決定的であった。そのため正確な情報の把握は困難であったと推測され、戦闘終盤には恐らくサッダーム・フセイン大統領とも連絡が取れていなかったとも言われる。終盤の会見のほとんどは彼独自の判断によるものであろう。次第に強気な姿勢とレトリックだけの空疎で非現実的な内容ばかりの会見になり、時には疲れた様子で項垂れる姿も見られた。情報大臣である彼にすら情報が全く入らず「もう何も言うことが無い。昨日と同じ事を話すしかない」と毎日悩んでいたという部下の証言もあり、その困難な任務の重圧の大きさがうかがい知れる。
一方、その発言内容から欧米・アラブ地域でカルト的人気を獲得し、ジョージ・W・ブッシュアメリカ合衆国大統領は、NBCテレビのトム・ブローコウの取材に、情報大臣の会見が始まると何を置いてもそれを見ていたと明かし「彼（サッハーフ）は最高だ」と評した。アメリカ、ドイツ、エジプトでファン・サイトが立ち上げられ話題となり、エジプトでは「私はサッハーフではない」というコメディ映画の題材となり、アイルランドの航空会社Ryanair社は新聞広告に戦中のサッハーフの写真と発言を使用、イギリスでは彼の発言を利用したダンス・ミュージックが製作されたほか、アメリカのHerobuilders社が、サッハーフを模したアクションフィギュア"Talking Baghdad Bob"を29ドル95セントで発売したところ、24時間で16,000体の売り上げを記録した。

### イラク戦争後
2003年4月18日、イラン国境に逃れて来たイラク難民の話として、バグダード陥落直後に首つり自殺をした、とイランの通信社に報じられたほか、女装してスラム街に潜んでいるなどの憶測が流れたが、その後、クルド人組織PUK関係者の話として、サッハーフは一時モースルへ逃れた後、バグタードの叔母の家に身を寄せ、身柄保護を求めて米軍に投降を打診中と伝えられた。
6月25日、彼がバグダード市内において逮捕されたとイギリスのデイリー・ミラー紙が「冗談ではありません」との注意書きを添えて伝えた。その翌日、アラブ首長国連邦の衛星放送局、ドバイのアル＝アラビーヤとアブダビのアブダビ・テレビがインタビューに成功。豊かな黒髪はわずか数ヶ月で全て白髪に変わり、やつれ果てて、かつての強弁も聞こえなくなった衝撃的な姿が配信され、かつての彼を知る人々を驚嘆させた。そこで彼はついに自軍の敗北を認め、逮捕ではなく投降であり、2〜3時間の尋問の後に釈放されたと述べた。イラク戦争の是非、新イラク政府については「歴史が語る」として明言を避けたが、「回顧録」の執筆を示唆した。また、この様な状況下で情報大臣を務めた事について「後悔はしていない」と言明した。
イギリスBBC放送のジョン・シンプソン記者が英紙デイリー・テレグラフに寄せた記事によれば、サッハーフは米軍への投降を望まず、イギリスへの政治亡命を希望していたという。
7月11日、アラブ首長国連邦のザーイド・ビン＝スルターン・アール＝ナヒヤーン大統領（当時）の長男、ハリーファ・ビン＝ザーイド・アール＝ナヒヤーン皇太子（当時）の用意したチャーター機で、家族とともにアブダビに移住。バグダード国際空港からアブダビに向かう機内で、同行したアブダビ・テレビのインタビューに応じ、ザーイド大統領への感謝を述べるとともに「バグダードに帰る事は出来ないと思う」と述べ、アブダビ滞在が長期にわたるものになるとの見通しを示した。
家庭では妻と、既に成人し結婚している二男一女がある。孫もおり、6月26日に行われたアル・アラビーヤとのインタビューで政治活動からの引退を示唆し、「家族が私の心を満たしてくれる」「これからは家族と過ごす時間が人生の大半となるでしょう」と語っている。
2004年末にイラク新政府への身柄引き渡しを逃れるためリビアへ移住したとする説もあるが、その後もアブダビで家族と共に余生を送ったとされる。
2003年7月25日にサッダームの2人の息子が米軍に殺害された事について、アブダビ・テレビのインタビューに応じ、「2人は武装闘争の指揮者ではない」と断言し、2人の殺害が反米武装闘争の終息には寄与しないという見解を示した。また「彼らの不品行な振る舞いが、結果として党からも政府からも人心を離れさせてしまった」と話し、確執が伝えられていた大統領の息子に対する思いの一端を覗かせた。
9月18日から、アブダビ・テレビで『サッハーフの戦争：الصحاف الحرب』と題された全5回にわたるインタビュー形式の番組が放送され、戦中の自身の行動などについて語った。その中で、バグダード防衛計画を失敗と非難し、決して辞任や国外退去をしようとはしなかったサッダームについて批判気味に語ったが、司会者がサッダームを「元大統領」と称するのに対し、一貫して「大統領」と呼んだ。
戦中に会見で発表した情報の確度について、全て信頼出来る情報源から寄せられたものだったが、情報が正確なものかどうかを確認する術が無かったと話し、国防大臣だったスルターン・ハーシム・アフマド・アッ＝ターイー中将との関係について問われた際には「あまり親しくない同僚」と答え、軍と情報省の連携が良好でなかったことを匂わせた。また、南部で行われたとされるシーア派住民の大量虐殺について問われ、「責任者は罰せられなければならないが、それには確固とした証拠が必要だ」と述べ、深くは語らなかった。自身の現在の立場について問われた際には「私は党と共にある」と言い、バアス党に対する変わらぬ忠誠を示した。
12月14日のサッダーム・フセイン拘束について、アブダビ・テレビに対し、「拘束は時間の問題だった。驚くには当たらないが、彼が戦わずに捕まったのは驚きだ」とし、「彼は捕まるよりは、死を選ぶと思っていた」と語り、イラク戦争中の最後の閣議で、サッダームが閣僚に対し「投降は禁ずる。捕まるくらいなら抵抗し、自決せよ」と命じたことを明かした。しかし、自身を含め、この言葉を忠実に実行した大臣は一人もいなかった（自決した幹部は一人も居なかったが、サッダームの二人の息子は米軍との戦闘で死亡している。なお、イスラム教では自殺は禁じられている。）
またサッダームに対する裁判は、報復ではなく公正に行われるべきで、証拠によってのみ罪は示されるべきだと述べた。これ以後、彼の発言は伝えられていないが、時折、アラブ・メディアで動勢が報じられる。
2004年4月、後にプレイム事件へと発展する、2002年にイラクがニジェールからウランを購入したとされる情報の調査に当たった元駐ガボン・アメリカ大使ジョゼフ・C・ウィルソン4世が、著書"The Politics of Truth"の中で、2004年1月に再度ニジェールを訪れ「1999年にイエローケーキに強い関心を持っていたイラク人ビジネスマンと接触した」という情報をもたらしたニジェール政府の役人と再び会った際、イエローケーキを欲しがっていたイラク人ビジネスマンはサッハーフ情報相だった、と知らされた事を明かした。
2007年1月9日、alarab.netの情報としてアル・アラビーヤなどで、サッハーフは既に、イラク戦争中の行動や、ウダイ・サッダーム・フセインとの確執、対イラン外交などについて綴った「回顧録」を書き上げているものの、出版時期は不明との報道がなされたが、本人への確認はなされていない。
バアス党に近い消息筋には、サッハーフの「回顧録」は有用でもあるが、様々な人々の怒りを引き起こす可能性があるため、日の目を見ることは無いのではないかという見方もある。
イラクのお尋ね者トランプカードにはサッハーフは含まれなかった。
2009年4月16日、イヤード・アッラーウィー政権下で駐エジプト大使を務めた女性人権活動家サフィア・ターリブ・アリー・アッ＝スハイルが、彼女の父親で、1994年にベイルートで暗殺されたターリブ・アッ＝スハイル・アッ＝タミーミー殺害に、当時外相だったサッハーフが関与していたとして、イラク特別刑事裁判所から殺人罪で逮捕状が出されたと発表したが、イラク政府からの正式な確認も否定もなされてはおらず、サッハーフ本人もこの件についてのコメントは拒否している。

### 晩年
2014年11月5日、サッハーフが重病であるとして、病床の彼と家族を撮影したものとする動画がSNSを通じて拡散し、一部メディアでも報道された。しかし、サッハーフ本人が別の報道機関の取材に応じるとともにAl-Basrah.net上に、全く健康であるとの声明を発表し病気説を一蹴、ビデオ映像については悪意ある行いだと不快感を示した。
その後も、しばしばSNSを中心に死亡説が流されたが、その都度、バアス党関係者が声明で否定している。その中で、サッハーフがUAEに在住していることが明言された。
2021年3月5日朝に80歳で死去との報道があったが、バアス党系のツイッターは否定する声明を出しており真偽は定かではない。

## 参考・関連記事
1. 1 2  “Profile: Mohammed Saeed al-Sahhaf”. BBC News. (2003年6月27日) 2008年3月19日閲覧。
2. ↑  Alderson, Andrew (2003年3月). “'True lies' make web star out of Saddam's mouthpiece”. London: The Telegraph 2008年3月19日閲覧。
3. ↑  “−−イラク戦争−−露出する「あの主役」は…（３）”. ZAKZAK. (2003年4月5日)
4. ↑  “دبلوماسية الكراسي وصناعة العداوات”. Al Basrah.net. (2013年5月24日)
5. ↑  2001年4月26日-5月2日 Al-Ahram Weekly On-line Issue No.531:Baghdad shifts diplomatic gears
6. ↑  . KarbaraNews.net. (2006年3月22日). http://www.karbalanews.net/artc.php?id=2927 {{cite news}}: |title=は必須です。 (説明)⚠⚠
7. ↑  “ناصيف عواد عضو الإحتياط السابق في القيادة القومية يقلب ذاكرته على صفحات”. AL-HAQAEQ. (2007年2月20日)
8. ↑  “Saddam's information minister stayed loyal to the last”. The Scotsman. (2003年5月2日)
9. ↑  “"Talking Proud":Interview of President Bush by Tom Brokaw”. NBC
10. ↑  “'Comical Ali' resurfaces”. BBC NEWS. (2003年6月26日)
11. ↑  “COMICAL ALI SPEAKS: I'VE NO REGRETS”. Mirror.co.uk. (2003年6月27日)
12. ↑  “Simpson on Sunday: Comical Ali wanted me to get him asylum”. Telegraph.co.uk. (2003年6月29日)
13. ↑  “Book Names Iraqi in Alleged '99 Bid to Buy Uranium”. The Washington Post. (2004年4月30日)
14. ↑  “لصحّاف أكمل مذكرات شخصية تكشف أسرارا مهمة”. SyrianNobles.com. (2007年1月10日)
15. ↑  “اتهام الصحاف في قضية اغتيال السهيل.. والوزير السابق يرفض التعليق”. (2009年4月17日)
16. ↑  “وزير صدام ملقب الأمريكان بالعلوج “محمد الصحاف” على فراش المرض بالفيدي”. elborhan.com. (2014年11月5日)
17. ↑  “الصحاف يسخر من إشاعة مرضه”. EremNews.com. (2014年11月5日)
18. ↑  “نشر بعض المغرضين فيديو يتضمن خبراً، بأسلوب مسيئ، يزعم أني مريض”. Al-Basrah.net. (2014年11月5日)
19. ↑  “الاردن - الصحاف في ذمة الله”. MENAFN. (2021年3月5日) 2021年3月6日閲覧。
20. ↑  2021-03-04